# Naschān
Naschān (auch Našān, in der römischen Geschichtsschreibung: Nestum, heute السوداء, DMG as-Sāudāʾ ‚die Schwarze‘) war eine altsüdarabische Stadt im heutigen Jemen. Die Stadtruine liegt im Nordwesten einer Flussoase im al-Dschauf, im Hoheitsgebiet des antiken Königreiches Ma'in.

## Geographie
Die Ruinenstätte Naschān liegt am Ghail Khārid, ehemals ein ständiger Wasserlauf, der in den Fluss Dschauf mündet. Naschān („die Weiße“) wird als „Schwesterstadt“ von Naschq („die Schwarze“) verstanden, was sich nicht nur im Farbkontrast bei der Namensgebung, sondern auch durch enge räumliche Nähe äußert. Flussabwärts liegt Kaminahu (zitiert als CIH 377, Gl. 1000 A) und dahinter die heutige Ortschaft al-Ghail, die selbst möglicherweise bereits inschriftlich belegt ist (zitiert nach Hal. 267-8). Am Fluss Dschauf liegt zudem Haram (zitiert als CIH 588 ff). Schlackenansammlungen in den ausgedehnten Ruinen von Naschān zeigen, dass die Stadt einst Mittelpunkt der Metallindustrie war.

## Geschichte
In der Frühzeit war Naschān ebenso wie Haram und Kaminahu ein eigener Stadtstaat (Stadtkönigreich). Um 715 v. Chr. annektierte Yitha'amar Watar I. von Saba Naschān. Im von Karib’il Watar I. (um 685 v. Chr.) geführten Krieg Sabas gegen Naschān und wohl auch gegen Ausan zerstörte Yadhmurmalik von Haram auf Geheiß des Kriegsherrn die Stadt (zitiert als Hal. 154). Karib'il Watar I. schloss Naschān und Naschq drei Jahre lang ein und unterwarf Naschq; Naschān hingegen demütigte er, indem er der ansässigen Bevölkerung oktroyierte, inmitten der Stadt einen Tempel des sabäischen Reichsgottes Almaqah errichten zu lassen. Zudem ließ er dort Sabäer ansiedeln. Zuvor beschlagnahmte er die Region, entfestigte die Mauer, schreckte allerdings vor einer Brandschatzung in der Stadt zurück (zitiert als Gl. 1000 A). Kaminahu erhielt zur Belohnung einen eroberten Bewässerungskanal Naschāns als Lehen zugeteilt. Einen anderen Teil erhielt Yadhmurmalik zugewiesen.
Vermutlich wurde Naschān durch den Feldzug des Aelius Gallus im Jahr 24 v. Chr. zerstört. Durch einige neue Identifikationen von Ortsnamen folgt diese Vermutung dem Bericht des Plinius, wonach auch das benachbarte Naschq zerstört wurde. Auf den antiken Friedhöfen der Stadt fand Eduard Glaser aufgerichtete Gesichtsstelen, die die Namen der Verstorbenen trugen. Er konnte feststellen, dass die schönsten Gesichtsmasken aus einem besonderen Stein gehauen und dann in eine Aushöhlung in der Stele eingefügt worden waren. C. A. Rathjens hat darüber eine differenzierte Entwicklungsreihe erstellt.

## Architektur
Die Dschauf-Städte dieser Zeit führten bedeutende Bauprogramme aus. Es wurden mächtige Stadtmauern errichtet; in Naschān maß sie 1175 Meter. Integriert wurde ein komplex angelegtes Stadttor. Das innerhalb der Stadtmauer gelegene Schloss Farū war mit steinernem Erdgeschoss errichtet. Die Stockwerke bestanden aus einem mit gebrannten Ziegeln ausgefüllten Holzgerüst.
Bedeutsam, weil besterhalten in der Region, ist der Athtar-Tempel von Naschān. Er liegt im Bewässerungsgebiet außerhalb der Stadt und war dem Mondgott Wadd geweiht. In einem Innenhof liegt ein kleines Gebäude, das westlich durch einen monumentalen Eingang betreten wird. Pfeiler bilden beidseits einen Portikus. Verzierungen bilden Schlangen-, Straußen-, Lanzen, Vasen-, Ziegen- und Granatapfelmotive. Gern gewählt waren zudem kauernd, liegend oder frontal dargestellte Steinböcke. Im Innern des Tempels befinden sich Frauenfiguren, die auf Podesten stehen. Die Bedeutung weiterer geritzter Verzierungen sind bis heute unklar. Der Tempel wurde 1988/1989 durch ein französisches Forscherteam freigelegt. Im Gebäudeschutt fanden sich zahlreiche Dachplatten in gutem Zustand, insbesondere musste kaum Steinraub attestiert werden. So ließ sich der Tempel weitgehend befriedigend rekonstruieren.
Erhalten sind auch einige Fundstücke aus Naschān, so Opfertische, Libations-Zubehör, Weihgefäße und zahlreiche sabäische und minäische Inschriften.